# Myotitrema assymetricum
Myotitrema assymetricum är en plattmaskart. Myotitrema assymetricum ingår i släktet Myotitrema och familjen Allassogonoporidae. Inga underarter finns listade i Catalogue of Life.